# Allocasuarina scleroclada
Allocasuarina scleroclada là một loài thực vật có hoa trong họ Casuarinaceae. Loài này được (L.A.S.Johnson) L.A.S.Johnson mô tả khoa học đầu tiên năm 1982.